# Jaime del Palacio
Jaime del Palacio (n. Durango, Durango, 20 de junio de 1943) es un escritor, catedrático e investigador mexicano ganador del Premio Xavier Villaurrutia en 1981 y del Premio Nacional de Narrativa Colima en 1981, ambos por su novela Parejas.

## Biografía
Jaime del Palacio nació el 20 de junio de 1943 en Durango, Durango. Estudió la licenciatura en Letras Hispánicas en la Universidad Nacional Autónoma de México y el doctorado en Lingüística y Literatura en El Colegio de México (COLMEX), ambos en la Ciudad de México.
Su labor profesional siempre ha estado relacionada con la cultura y la educación, ha trabajado como agregado cultural de la Embajada de México en Argentina, director de la editorial y del programa El libro y la lectura de El Colegio de México y director adjunto de la revista Diálogos. Además ha impartido clases en la Universidad Estatal de Míchigan en Estados Unidos, en la Universidad de Toulouse en Francia y en otras universidades de México y España. También ha colaborado con sus textos en diferentes medios impresos como: Cambio, Diálogos, Revista de la Universidad de México, «Sábado» —suplemento de Unomásuno— y Territorios.

## Premios y reconocimientos
Jaime del Palacio fue ganador del  Premio Xavier Villaurrutia (1981), el premio literario más importante de México, y del Premio Nacional de Narrativa Colima (1981), ambos por su novela Parejas.

## Obra
Entre sus obras se encuentran:

### Antología
- Acechando al unicornio: La virginidad en la Literatura mexicana (1998)
- Antología de la novela mexicana del siglo XX (2005)

### Biografía
- Memoria, historia y diálogo psicoanalítico (1981)

### Cuento
- La estación del duelo (1998)
- Seis mujeres (2003)

### Novela
- Parejas (1980)
- Mitad de la vida (1985)